# Évelyne Mpoudi Ngolé
Pour les articles homonymes, voir Ngole.
Évelyne Sono Epoh Mpoudi Ngolé, aussi Ngollé, née en 1953 à Yaoundé, est une enseignante et romancière camerounaise de langue française. Son premier roman, Sous la cendre le feu, a été publié en 1990.

## Biographie
D'origine Mbo, Mpoudi Ngolé née à Yaoundé  en 1953 où son père est fonctionnaire. Après l'enseignement primaire à Nkongsamba, elle poursuit au lycée de Douala. Elle étudie ensuite  la littérature à l'université de Yaoundé et de Bordeaux, jusqu'au doctorat. Après divers postes d'enseignement en 1996, elle est nommée directrice (proviseur) du lycée d'Elig-Essono de Yaoundé. 
Son premier roman, Sous la cendre le feu, publié en 1990, s'intéresse à la place des femmes dans la société et à l'inégalité des conditions entre les deux sexes. Il relate un inceste entre un père et sa fille, mais s'interroge aussi sur les mariages forcés, la polygamie, etc. ,. Éric Essono Tsimi en a publié une critique sévère en 2011, le qualifiant d'amoral et destiné aux lecteurs occidentaux. En 2009, elle publie un deuxième roman, Petit Jo, enfant des rues, consacré aux enfants des rues à Douala et Yaoundé,. Les deux ouvrages ont été utilisés dans les programmes scolaires camerounais.

## Principales publications
- Sous la cendre le feu, Éditions L'Harmattan, 1990, 207 p. (ISBN 978-2-7384-0634-7, lire en ligne)
- Petit Jo, enfant des rues, Vanves, Hachette Livre international Edicef, 2009, 188 p. (ISBN 978-2-7531-0238-5, lire en ligne)